# Jernbanestation
 Denne artikel omhandler overvejende eller alene danske forhold. Hjælp gerne med at gøre artiklen mere almen.
En jernbanestation (nu også kaldet togstation eller blot station) er et sted, hvor tog standser. Passagerer kan stige på eller af tog. Stationer har som regel en eller flere stationsbygninger og et antal perroner. Det kan også være et sted uden passagerekspedition som Skelbæk Station[kilde mangler] (på S-banen ved Dybbølsbro Station) ved København.

## Specifikationer
Nogle stationer har kun et enkelt spor som Øster Toreby, mens andre kan have langt over 20 spor.
De fleste stationer i Danmark har billetautomater, der kan benyttes døgnet rundt. I åbningstiden kan passagerne flere steder serviceres i et billetkontor med kiosk. Før i tiden var det normalt at langt de fleste stationer havde billetsalg via en billetluge, og på større stationer var der også dragere, som tilbød at bære bagage og mindre gods mod kontant betaling, og eventuelt fragte disse til en ønsket adresse.
Passagernes ind- og udstigning sker normalt via en perron. Er der to eller flere spor, er der som regel flere perroner med adgang via overgange i niveau (perronovergange), overgangsbroer, eller tunneller under sporene.
Sikkerhedsmæssigt er der typisk en gul markering af, hvor langt passagererne må gå, når der ikke holder et tog ved perron. Skærmdøre er sikrere alternativ, og de benyttes bl.a. i Københavns Metros stationer.
En jernbanestation er altid dækket af indkørselssignaler.

### Jernbaneteknisk definition
Jernbaneteknisk bruges betegnelsen station om et togekspeditionssted, der deltager i den sikkerhedsmæssige afvikling af toggangen som togfølgestation. Mange ekspeditionssteder – som Nørreport og Øster Toreby – er ikke egentlige stationer, men holdesteder. De skal betegnes trinbræt/Standsningssted. Såkaldte krydsningstationer er også defineret som stationer, og kræver at der er etableret et sidespor og sporskifter således at et tog kan afvente et tog i den anden retning, der så benytter det andet spor således at de sikkert kan krydse hinanden på den samme banestrækning.

### Sproglig Definition
Jf. Den Danske Ordbog defineres en station som en holdeplads for tog hvor passagerer kan stige af og på. Ud fra denne definition kan holdesteder og trinbrætter mv. på eksempelvis S-togsnettet og Aarhus Letbane også betegnes som stationer, hvilket også er sådan de betegnes i daglig tale, af pressen samt af operatørerne selv

## Trafik
Mange stationer bruges ikke kun til en enkelt transportform, men også til decideret omstigning. Nørreport Station servicerer fx både regionaltog, S-tog, metro og busser. Af den grund er Nørreport station den mest trafikerede station i Danmark.
For at afvikle trafikken flydende er det vigtigt at strukturen og organiseringen fungerer på en station. Hvis et tog går i stå på en enkeltsporet station, som Øster Toreby eller i Københavns Metro, kan andre tog ikke passere. I nogle tilfælde kan problemet som i metroen løses ved hjælp af sammenfletningskamre og sporskifter.